# Liste de célébrités ayant pratiqué le judo
Le texte suivant est une liste de célébrités ayant pratiqué l'art martial et le sport qu'est le judo.

## Universitaires et professeurs
- Jigorō Kanō (enseignant, 1860-1938) : Kano est responsable de l'enseignement primaire pour le Ministère japonais de l'éducation (文部省, Monbushō) de 1898 à 1901. Il joue un rôle essentiel pour l'intégration le judo et le kendo aux programmes des écoles publiques japonaises. Il est également un précurseur du sport international, et devient le premier membre asiatique du Comité international olympique (CIO), apportant sa contribution 1909 à 1938. Kano est le fondateur du judo[1].

- Moshé Feldenkrais (scientifique/guérisseur/auteur/professeur, 1904-1984) est détenteur d'un doctorat en sciences de l'ingénieur de la Sorbonne et créateur de la méthode Feldenkrais, destinée à améliorer le fonctionnement humain en augmentant la conscience de soi par le mouvement. Feldenkrais commence à apprendre le judo en 1930 et rencontre Jigoro Kano en 1933[2]. Il devient un ami proche de Kano, et correspond régulièrement avec lui. Kano le choisit pour être l'une des portes grâce auxquelles l'est et l'ouest tentent de se rencontrer. Il est l'un des premiers Européens à se voir remettre la ceinture noire (en 1936), et il obtient son 2e dan en 1938. Avec son statut au Conseil Européen du Judo, il commence à étudier le judo d'un point de vue scientifique, en y incluant par la suite les connaissances acquises au cours de sa propre rééducation. Il fonde la Fédération française de judo[3] et publie trois livres sur le judo.

- Frédéric Joliot-Curie alias Jean Frédéric Joliot, est un physicien et chimiste français. Il a obtenu le prix Nobel de chimie en 1935 avec son épouse Irène Joliot-Curie. Il a été professeur au Collège de France, directeur de l'Institut du radium, et membre de l'Académie des sciences. Frédéric Joliot-Curie va pratiquer le judo en 1937 à Paris, au Jiu-Jitsu Club de France, dont Jigorō Kanō est le président d'honneur ; il en est le secrétaire général[4].

- Paul Bonét-Maury est successivement maître de recherches (1930-1965), puis maître de recherches honoraire (1966), professeur à l'Institut national des sciences et techniques nucléaires au Centre national de la recherche scientifique (depuis 1960).En 1936, Paul Bonét-Maury rencontre Jigorō Kanō, le fondateur du judo, au cours d'un voyage de ce dernier en France. La même année est créé le Jiu-jitsu Club de France. Paul Bonét-Maury en devient l'un des deux vice-présidents (l'autre étant Moshe Feldenkrais, le fondateur du club).

- Terry Halpin (informaticien) : Halpin est un universitaire australien réputé dans le domaine des systèmes de modélisation des informations, auteur de cinq livres et de plus de cent articles techniques. Il est ceinture noire de judo.
- Aza Raskin (informaticien, né en 1984) : Aza Raskin, fils de Jef Raskin, expert célèbre en interfaces homme-machine décédé en 2005, est un expert en expérience utilisateur et en conception de produits qui pratique le judo[5]. Il est actuellement Chef expérience utilisateur dans les laboratoires Mozilla[6]. Taskin donne sa première conférence concernant l'interface utilisateur à l'âge de 10 ans et participe à des tribunes internationales à 20 ans.

## Acteurs et animateurs
- Lucille Ball (actrice) : Ed Parker, fondateur de l'American kenpo, enseigne le judo à Lucille Ball et Vivian Vance dans l'émission télévisée I Love Lucy[7].
- James Cagney (acteur 1899-1986) : Cagney est ceinture noire de judo. Il exécute de nombreuses techniques de judo dans le film Du sang dans le soleil[8].
- Blackie Chen : Animateur de télévision sélectionné pour enseigner le judo ainsi que le basketball au collège. Il affronte Xiao Huang-Chi dans une émission télévisée mais ne parvient pas à sortir d'une immobilisation. Blackie est ceinture bleue de judo.
- Melanie Chisholm (anciennement Sporty Spice des Spice Girls : en 2003, elle abandonne lors de sa participation au jeu télévisé anglais The Games à la suite d'une blessure au genou survenue lors de la compétition de judo contre Miss Monde 2002 Azra Akın[9].
- George Harris (vedette de films de judo) : Harris est la tête d'affiche d'un long métrage intitulé « Judo's Gentle Tiger » également connu sous le nom de « The Year of the Gentle Tiger ». Il s'agit d'un précurseur de Karaté Kid, tourné à la fin des années 1970 et diffusé ensuite en programme de journée par NBC. Harris apparaît également dans des débats télévisés et intervient deux fois en tant qu'invité sur le plateau de « To Tell the Truth ». Il est double champion des Jeux panaméricains de judo et quadruple champion de judo des États-Unis d'Amérique[10].
- Brian Jacks (programme Superstars sur la BBC) : il acquiert une popularité mondiale grâce à ses performances remarquables à l'épreuve sportive dans le programme de la BBC Superstars et s'est fait un nom en Angleterre. Ses victoires dans les versions anglaise et européenne de Superstars ont mené à la création des jeux vidéo sur ordinateur Brian Jacks Superstar Challenge et Brian Jack's Uchi Mata. En 1984, il fait une brève apparition dans l'émission Micro Live de la BBC, où il configure son nouvel ordinateur Atari 800XL avec sa famille[11]. Jacks est le plus jeune Anglais 8e dan de judo, il combat dans plus de 3 000 compétitions et obtient la médaille de bronze aux JO de 1972[12].
- Gene LeBell (cascadeur/acteur, né en 1932) : LeBell collabore sur plus de 350 films et émissions télévisées[13], et est plus connu comme « le parrain des prises » (« the Godfather of Grappling ») et « l'homme le plus solide au monde » (« the Toughest Man Alive »). En 2002, Jon Bluming remet à Gene LeBell son 10e dan de judo aux Pays-Bas. En février 2005, l'USJJF (fédération de ju-jitsu des États-Unis) lui remet son 9e dan de judo kodokan traditionnel.
- Chuck Norris (acteur) : Norris s'initie aux arts martiaux en Corée du Sud après s'être engagé dans la U.S. Air Force en 1958[14][source insuffisante]. Il quitte la Corée avec une ceinture noire de Tangsudo et une ceinture marron en judo. On le voit souvent réaliser des prises de judo dans ses films comme O-goshi, Uki Goshi, Seoi-Nage, Waki-Gatame et Tomoe-Nage.
- Peter Sellers (acteur et humoriste, 1925-1980) : Sellers pratique le judo et est nommé président de la Fédération londonienne de judo (London Judo Society) en 1962[15].
- Valerie Singleton (Ordre de l'Empire britannique) (présentatrice radio et animatrice de télévision anglaise) : En 2002, Singleton commence à suivre des cours de self-défense et de judo pour femmes au Budokwai de Londres[16].
- Bo Svenson (acteur) : L'acteur principal des films originaux Justice sauvage est ceinture noire 3e dan de judo. En 1961, il est également champion de judo d'Extrême-Orient dans la catégorie poids lourds[17].

## Artistes
- Yves Klein (artiste français, 1928-1962) Klein est ceinture noire 4e dan et professeur. Il publie le livre Les Fondements du Judo en 1954[18]. Le judo a aussi fortement influé sur son art et sa philosophie.

## Commerce
- Matsutarō Shōriki (commissaire chargé des sports / magnat de la presse / homme politique, 1885-1969) : il possède l'un des principaux quotidiens japonais, et créé la première chaîne de télévision commerciale du Japon. Il est également élu à la Chambre des représentants et nommé à la Chambre des pairs (House of Peers). Il devient premier commissaire à la ligue japonaise de baseball professionnel (Nippon Professional Baseball) en 1949 ; il est la première personne intronisée au Panthéon japonais du baseball en 1959, et est connu comme « le père du baseball professionnel japonais ». En 1957, sa biographie intitulée Shoriki : Miracle Man of Japan (Shoriki : le prodige du Japon) est publiée à New York. En 1969, le Kodokan lui remet le plus haut grade de judo : le 10e dan[19].
- Taki Theodoracopulos (héritier d'une société de transport maritime / homme d'affaires / écrivain / chroniqueur, né en 1937) : Taki est champion du monde du Masters de judo 2008, médaillé de bronze aux Championnats du monde masculins vétérans en 2013[20], ancien capitaine de l'équipe nationale grecque de karaté (il est ceinture noire 6e dan), il représente la Grèce à la Coupe Davis et est passionné de ski et de navigation. En 2008, il remporte le titre mondial en gagnant neuf combats de trois minutes, mais perd deux ongles et souffre d'un œil au beurre noir. Il déclare alors : « Maintenant, j'arrête. Je ne le referai plus jamais. Je suis salement amoché. » Il parle de cette expérience dans son journal en ligne, le Taki's Magazine[21].
- Francesco Rulli (homme d'affaires / réalisateur) : né à Florence, il est ceinture noire 4e dan (Yodan), actuellement compétiteur et membre du judo club NYAC, et entraîneur au programme du samedi matin pour les enfants âgés de 13 ans et moins. Francesco Rulli crée également le site internet www.JudoArts.com et sa société Film Annex est le sponsor officiel l'Open Cup de judo de New York, co-sponsorisée par le NYAC. L'Open Cup de judo de New York est un tournoi sur invitation qui a lieu chaque année pour des équipes venues du monde entier. Ces dernières années[Quand ?], les vainqueurs de la coupe sont l'Allemagne en 2011 et 2012 et la France en 2013[22][source insuffisante].

## Mannequins
- Azra Akın (Miss Monde turque 2002) : elle remporte la compétition de judo dans le jeu télévisé anglais The Games en 2003.
- Laetitia Casta (actrice/mannequin française, née en 1978) : Casta est l'égérie officielle de L'Oréal, Dior et Chanel. En 1999, elle joue Falbala dans Astérix et Obélix contre César. Son élection pour être le modèle du buste de la « Marianne de l'an 2000 » est sujette à controverse. Elle tient le rôle de Brigitte Bardot dans le film Gainsbourg, vie héroïque en 2010, ce qui lui vaut une nomination aux Césars 2011 dans la catégorie meilleure actrice dans un second rôle. Casta est ceinture marron de judo[23].
- Yasmin Le Bon (mannequin anglais) : elle et son mari Simon Le Bon pratiquent le judo au Budokwai de Londres[16].

## Musiciens
- Simon Le Bon (chanteur principal et parolier du groupe pop/rock anglais Duran Duran) : lui et sa femme Yasmin Le Bon pratiquent le judo au Budokwai de Londres[16].
- Billy Thorpe (rockeur et musicien du groupe Billy Thorpe and the Aztecs) : il apprend le judo à Brisbane en Australie avec l'entraîneur Anton Geesink. En 1964, Thorpe se sert du judo pour projeter au sol deux policiers qui l'attaquent lors d'une violente arrestation injustifiée à Sydney en Australie[24].
- Xiao Huang-Chi : Huang-Chi est un chanteur taïwanais qui commence le judo à l'âge de 4 ans, avant de perdre totalement la vue à 15 ans. Il obtient son 2e dan et représente Taïwan lors des Jeux FESPIC à Pékin en 1994, où il remporte la médaille de bronze, puis il finit à la septième place des  Jeux paralympiques d'Atlanta de 1996.

## Écrivains et réalisateurs
- Terence Donovan (photographe et réalisateur, 1936-1996) : il réalise le clip de la musique Addicted to Love de Robert Palmer, qui remporte en 1987 le Grammy Award de la meilleure prestation vocale rock masculine. C'est lui qui a l'idée de mettre en scène des mannequins à la peau claire qui font semblant de jouer les chœurs, l'élément visuel qui rend cette vidéo si mémorable. Il est également ceinture noire de judo et co-auteur avec l'ancien médaillé d'or des Championnats du monde de judo Katsuhiko Kashiwazaki d'un célèbre livre consacré au judo, Fighting Judo.
- Guy Ritchie (réalisateur) : Guy Ritchie pratique régulièrement le judo et le jiu-jitsu brésilien. Il est ceinture noire de judo[25].

## Hommes politiques
- Ben Nighthorse Campbell (sénateur fédéral du Colorado de 1993 à 2005) : Campbell remporte trois championnats nationaux américains et la médaille d'or aux Jeux panaméricains de judo en 1963. Il est capitaine de l'équipe de judo des États-Unis aux JO de 1964 et est choisi pour porter le drapeau américain pendant la cérémonie de clôture.
- William Hague (chef du party conservateur au Royaume-Uni de 1997-2001) : il est pratiquant de longue date au Budokwai de Londres. Le judo lui a permis de passer de timide indécis à homme d'action[16],[26].
- Pierre Trudeau (ancien Premier ministre du Canada de 1968 à 1979 et de 1980 à 1984) : il est ceinture noire 2e dan et s'entraîne à la Takahashi School of Martial Arts à Ottawa[27].
- Vladimir Poutine (Président de la Russie de 2000 à 2008 et de 2012 à aujourd'hui) : Poutine obtient son 8e dan en 2012 et devient le premier Russe 8e dan, rejoignant ainsi une poignée de judokas ayant obtenu un tel grade[28]. Poutine obtient son 7e dan en 2009 et son 6e dan en 2000 au Kodokan, ce qui lui vaut la prestigieuse ceinture blanche-rouge[29]. Dans les années 1970, il reçoit la distinction russe de Maître de sports en judo et en sambo. Poutine décrit le judo comme son « sport préféré », qu'il continue de pratiquer[30]. En 2004, il coécrit un livre sur le judo, publié sous le nom « Judo avec Vladimir Poutine » en russe, et « Judo : histoire, théorie, pratique » en français[31]. Le livre a été adapté en un film nommé « Apprendre le judo avec Poutine » et disponible sur les sites d'hébergement de vidéos sous le nom Let's learn judo with Vladimir Putin.
- Theodore Roosevelt (Président des États-Unis de 1901 à 1909) : Roosevelt est le premier chef d'État au monde à apprendre le judo, et le premier Américain à obtenir la ceinture marron[32]. Roosevelt est un judoka vif ; il suit plus de trois fois par semaine les cours du premier judoka 10e dan de toute l'histoire, Yamashita Yoshiaki. Roosevelt joue un rôle déterminant dans la nomination de Yamashita comme enseignant de judo à l'Académie navale des États-Unis[33]. En 2007, la Fédération américaine de judo lui remet le 8e dan honorifique à titre posthume.
- Ulla Werbrouck (femme politique belge depuis 2007) : Elle est médaillée d'or olympique en 1996[34] et six fois championne d'Europe.

## Membres de familles royales
- Albert II (Prince de Monaco depuis 2005) : L'actuel Prince de Monaco est ceinture noire 1er dan de judo[35].

## Autres
- Thomas Pesquet, spationaute français, est membre du Cercle des ceintures noires[36] de la Fédération française de judo, jujitsu, kendo et disciplines associées (FFJDA).
- Jérémy Ferrari, humoriste français est ceinture noire 2e dan[37].
- Vincent Dedienne, humoriste français a pratiqué le judo pendant huit ans[38]. Il est ceinture marron.
- Thierry Dusautoir, rugbyman français a été judoka avant de jouer au rugby[39]. Il est ceinture marron.
- Fabien Pelous, rugbyman français, est ceinture noire de judo depuis 2014 après 3 années de pratique intensive. Il est la 100e ceinture noire de judo formée dans le Judo Club Montastruc (JCM)[40].
- Julien Absalon, cycliste français spécialisé dans le VTT a pratiqué le judo avant d'être vététiste[41]. Il est ceinture marron.
- Yves Le Prieur est un officier de marine et un inventeur, Yves Le Prieur est le premier en France à faire connaître au grand public le Judo. Alors conseiller militaire à Tokyo, il suit des cours au dojo de Jigorō Kanō. De son expérience il publie en 1911 le livre Judo, Manuel de jujutsu de l'école Kano à Tokyo[42].

- Charles Faroux un ingénieur automobile et journaliste français, créateur des 24 Heures du Mans. Charles Faroux dirige la course des 24 Heures du Mans de 1923 à 1956 ; par ailleurs, il préside l’association des journalistes sportifs (AJS) de 1920 à 1957. Il est aussi directeur de course avant guerre du Rallye Monte-Carlo[43]. Peu avant la Seconde Guerre mondiale, il est élu Président du Jiu-Jitusu Club de France, 1er club de judo de France, créé en 1936 par Moshe Feldenkrais

- Jeremy Glick (passager et contre-attaquant du vol 93 des attentats du 11 septembre) : À bord du Vol 93 United Airlines, Glick prononce ses derniers mots à sa femme : « On va prendre d'assaut les assaillants. » Il pose ensuite son téléphone. Glick remporte le championnat universitaire américain de Judo en 1993[44]. En 2008, la Fédération américaine de judo lui remet le grade honorifique de 10e dan à titre posthume lors d'une cérémonie au mémorial du vol 93 conjointement à la 6e date anniversaire des attentats du 11 septembre. Une pierre commémorative est également inaugurée en présence de sa femme, sa fille, ses parents de nombreux autres membres de sa famille. Le judoka américain Jim Bregman, médaillé de bronze des JO de 1964 et membre du Panthéon des sports juif, récite le kaddish pour Glick.
- Ryan Higa, né le 6 juin 1990, est un célèbre youtubeur qui comptabilise plus de 2,9 milliards de vues sur sa chaîne. Il pratique le judo à Hawaii, où il obtient d'excellents résultats. Il est ceinture noire.
- Peter Senerchia, également connu sous le pseudonyme Tazz, est un catcheur professionnel qui a appris le judo avant de faire son entrée dans le monde du catch. Sa prise de finition, la Tazzmission, est dérivée d'une technique d'étranglement de judo, Kata-ha-jime.